# مارسيكوفيتيري
مارسيكوفيتيري (بالإيطالية: Marsicovetere)‏ هي بلدية في مقاطعة بوتنسا في إقليم بازيليكاتا الإيطالي.

## السكان
في سنة 1861 بلغ عدد السكان 3٬413 نسمة، وتطور العدد ليصل في سنة 2011 لـ 5٬341 نسمة.
يظهر هذا المخطط البياني تطور النمو السكاني لـ مارسيكوفيتيري